# Victoria (Australia)
Il Victoria è uno Stato federato dell'Australia, il secondo meno esteso del paese (il primo è la Tasmania), bagnato a sud ovest dall'oceano Indiano e a sud est dall'Oceano Pacifico, comunicando tra loro nello stretto di Bass che lo separa dalla Tasmania, confinante a nord e nord-est col Nuovo Galles del Sud, con la linea di confine tra i due stati segnata per la maggior parte dal fiume Murray, a ovest con l'Australia Meridionale: il suo territorio è occupato dalla estesa pianura del Murray a nord-ovest che si eleva a sud-est nella parte meridionale della Grande Catena Divisoria che culmina nelle Alpi australiane (m. Feathertop, 1922 m). Le coste sono generalmente basse e articolate, mentre al centro si apre la profonda baia di Port Phillip dove sorge la capitale dello Stato, Melbourne.

## Storia
Viene stimato che gli aborigeni abbiano raggiunto la zona sud-orientale dell'Australia circa 40 000 anni fa. Appena prima dell'arrivo degli europei, c'erano circa 40 tribù di aborigeni nella zona dell'attuale Victoria.
Fu esplorato per la prima volta nel 1770. John Batman giunse a Victoria nel 1835 dalla vicina Geelong, comprando 500 000 acri di terra dalla tribù locale di aborigeni e avviando un insediamento sulle rive del Yarra, vicino a dove si trova oggi Melbourne, la capitale di Victoria.
L'oro fu scoperto nella zona nel 1851, particolarmente nelle città di Ballarat e Bendigo, entrambe a 70 chilometri da Melbourne verso l'interno dello Stato. Ciò ha cambiato per sempre le fortune di Melbourne. La popolazione dello Stato di Victoria si è sviluppata velocemente e Melbourne si è trasformata in una città prosperosa.
Durante gli anni ottanta del XIX secolo ha ricevuto il nome "Marvellous Melbourne” (meravigliosa Melbourne) per via delle belle costruzioni, tra cui si possono citare i teatri sontuosi e gli edifici più alti del mondo dell'epoca.

## Luoghi d'interesse

### Biblioteca

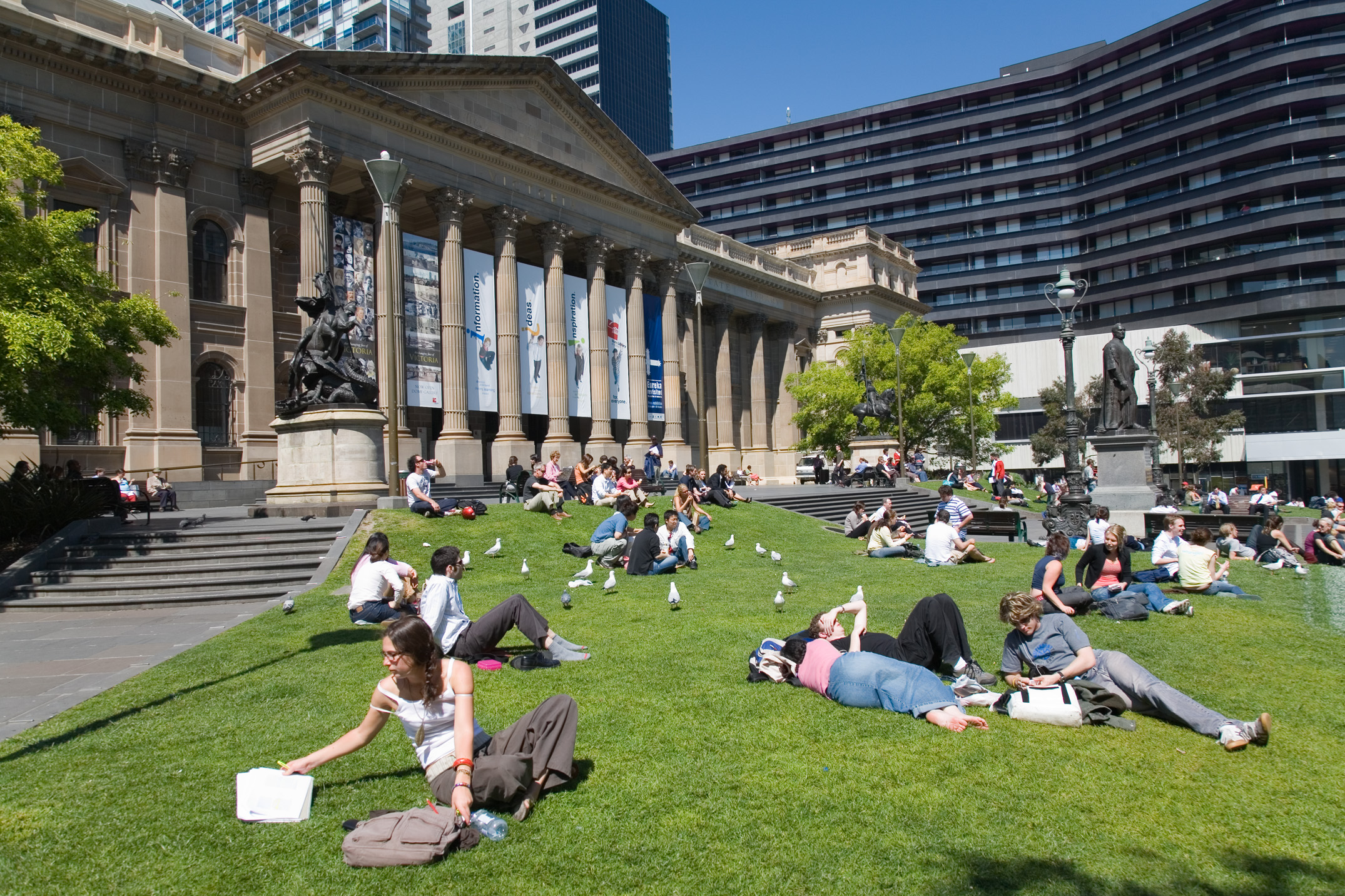
La Biblioteca dello Stato di Victoria

- La Biblioteca dello Stato di Victoria è il riferimento per la raccolta e conservazione del patrimonio documentario dello Stato. Il materiale della collezione include registrazioni di libri, giornali, riviste, periodici, manoscritti, mappe, immagini, oggetti, suoni e video e database. Inoltre, i governi locali mantengono biblioteche a prestito, in genere con più filiali nei rispettivi settori comunali.

## Società

### Evoluzione demografica
Secondo l'Australian Bureau of Statistics, nel 2010 la popolazione dello Stato ha raggiunto i 5.585.600 abitanti, rendendolo così lo Stato più densamente popolato dell'Australia. La popolazione iniziale Anglo-Celtica dello Stato di Victoria è andata aumentando con le successive ondate immigratorie provenienti soprattutto dal sud e dell'est Europa, Asia Sud-Orientale e, più recentemente dal Corno d'Africa e dal Medio Oriente. La popolazione dello Stato di Victoria sta invecchiando proporzionalmente con la media del resto dell'Australia.
Circa il 72% degli abitanti dello Stato di Victoria sono nati in Australia. Questa cifra scende a circa il 66% a Melbourne, ma sale a superare il 95% in alcune zone rurali nel nord-ovest dello Stato. Circa i due terzi dei vittoriani sono australiani, scozzesi, inglesi o di origini irlandesi. Meno dell'1% si identificano come aborigeni. I più grandi gruppi di persone nate al di fuori dell'Australia sono venuti dalle isole britanniche, Cina, Italia, Vietnam, Grecia e Nuova Zelanda.
Più del 70% degli abitanti vive a Melbourne, che si trova nella parte sud dello Stato. L'area metropolitana di Melbourne è abitata da circa 3,9 milioni di abitanti. I principali centri urbani sono Geelong, Ballarat, Bendigo, Shepparton, Mildura, Warrnambool, Wodonga e Latrobe Valley. Il Victoria è lo Stato più urbanizzato dell'Australia: quasi il 90% dei residenti vivono in città o paesi. Il Governo ha incentivato la popolazione, attraverso una campagna nel 2003, a occupare anche le zone rurali.

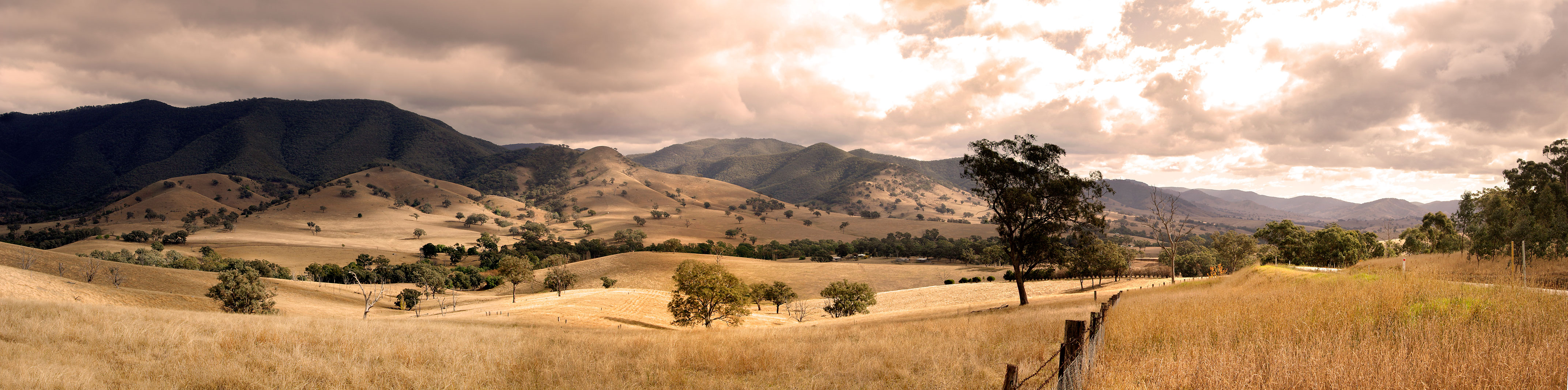
Vista da Connors Hill nella contea di East Gippsland

### Religione
Circa il 60,5% degli abitanti dello Stato di Victoria si definiscono cristiani. I cattolici costituiscono il più grande gruppo religioso con il 27,5% seguiti dagli anglicani e membri della Chiesa Uniting. Il Buddismo è il secondo più grande gruppo religioso, e anche quello con la più rapida crescita con 132.634 persone. Il Victoria è anche la patria di 109.370 musulmani e 41.105 ebrei. Circa il 20% degli abitanti sono atei, e anche tra coloro che dichiarano un'affiliazione religiosa ci sono molti non praticanti. Nel 2008, il livello di coppie che aveva scelto di sposarsi in una chiesa era sceso al 36%, l'altro 64% aveva scelto di registrare il proprio matrimonio con un celebrante civile.

### Città importanti
- Melbourne (5.207.145 abitanti nel 2023, compresa l'area metropolitana)
- Geelong (282.209 abitanti nel 2020, compresa l'area metropolitana)
- Ballarat (111.973 abitanti nel 2021)
- Bendigo (103.034 abitanti nel 2021)
- Shepparton (53.841 abitanti nel 2021)
- Wodonga (38.949 abitanti nel 2021)
- Mildura (34.565 abitanti nel 2021)
- Wangaratta (29.808 abitanti nel 2021)
- Traralgon (26.907 abitanti nel 2021)
- Sale (14.296 abitanti nel 2021)
- Hamilton (10.346 abitanti nel 2021)

### Italiani nello Stato di Victoria
Dal punto di vista dei nativi italiani residenti in proporzione alla popolazione dello Stato, Victoria ha ricevuto la più grande percentuale degli immigranti italiani dopo la seconda guerra mondiale. Nel 1947 il numero era arrivato a 8.305, nel 1954 aveva raggiunto le 42.429 unità e nel 1961 le 111.219 unità. Il censimento del 1954 aveva visto lo Stato di Victoria superare Queensland e Nuovo Galles del Sud diventando lo Stato con il più grande numero dei nativi italiani residenti, una posizione che continua a mantenere oggi. L'ultima stima parla di 41,6% di nativi italiani nello Stato in percentuale sulla popolazione di origine italiana dell'Australia. Dopo la seconda guerra mondiale la maggior parte degli italiani residenti nello Stato di Victoria si sono concentrati nel sobborgo di Carlton.

## Economia
Le attività più importanti dello Stato di Victoria sono l'agricoltura (cereali, riso, uva, frutta, lino, cotone, tabacco), la zootecnia con allevamenti di ovini, l'estrazione di minerali quali lignite, bauxite, gas naturale e petrolio. Il settore industriale si concentra nell'area di Melbourne-Geelong dove si trovano industrie metallurgiche (piombo, alluminio), meccaniche (aeronautiche, automobilistiche), chimiche, petrolchimiche, alimentari e tessili. Visto che circa 1/3 del territorio è costituito da ambienti naturali, in gran parte protetti con riserve naturali, parchi statali e parchi nazionali il settore turistico è una forte fonte di reddito per lo Stato.

## Infrastrutture e trasporti
Il Victoria presenta il più alto tasso di densità abitativa d'Australia con città sparse in tutto il territorio statale; solo le Alpi australiane e il nord-ovest presentano un minore grado d'urbanizzazione. I trasporti sono molto articolati ed efficienti. Le strade collegano Melbourne e altre grandi città ai centri rurali attraverso strade secondarie. Esiste una rete di highways (ossia strade primarie di grande percorrenza) molto ramificata e con numerose interconnessioni; molte di queste strade sono costruite secondo gli standard delle nostre superstrade (freeway in inglese) e identificate con una "M".
Il trasporto ferroviario nello Stato di Victoria è fornito da diversi operatori ferroviari privati e pubblici che operano su linee di proprietà del governo. Gli operatori principali sono: Metro Trains Melbourne che gestisce tutta Melbourne e la periferia; la V / Line, ora di proprietà del Governo, che opera un servizio di linea per i grandi centri regionali, nonché servizi per lunghe distanze su altre linee; Pacific National, CFCLA, El Zorro compagnie per il trasporto merci; la Great Southern Railway gestore della Overland Melbourne-Adelaide, mentre la NSW TrainLink opera servizi espressi per passeggeri (in inglese express passenger transport, XPT) tra Melbourne e Sydney.
Infine, Melbourne dispone della più grande rete tramviaria del mondo. Essa è gestita dalla Yarra Trams. Poiché essi sono una forma di trasporto pubblico molto popolare nell'area metropolitana, i tram sono diventati anche una delle maggiori attrazioni della città e vi sono alcuni convogli per turisti operanti sulle ex tramvie di Bendingo e Ballarat e a Bylands e Haddon sono stati creati dei musei del tram.
Ci sono anche diversi piccoli operatori del trasporto merci ferroviario e numerosi turisti prendono linee che una volta erano parti di un sistema di proprietà statale per visitare lo Stato. Le linee vittoriane usano principalmente lo scartamento largo di 5 ft e 3 in (1.600 mm). Tuttavia, i grandi assi di trasporto interstatale, così come una serie di linee minori nella parte occidentale dello Stato sono stati convertiti a 4 ft e 8½ in (1.435 mm) a scartamento normale. Due ferrovie turistiche operano con il 2 ft e 6 in (762 mm), linee a scartamento ridotto, che sono i resti di cinque linee già di proprietà del governo che sono state costruite in zone di montagna.

## Sport
Il Victoria, e specialmente Melbourne, è considerata generalmente come la capitale dello sport australiano; ospita eventi quali:
- il Gran Premio d'Australia di Formula 1
- il Gran Premio motociclistico d'Australia del motomondiale
- l’Australian Open, uno dei quattro tornei del Grande Slam
- la Melbourne Cup (corse di cavalli)
- il gran finale del football australiano (il tipo di football locale che gode della maggiore popolarità).

### Club sportivi
I maggiori club sportivi del Victoria nelle maggiori leghe sportive australiane sino:
- AFL (Football australiano):
  - Carlton Blues
  - Collingwood Magpies
  - Essendon Bombers
  - Geelong Cats
  - Hawthorn Hawks
  - Melbourne Demons
  - North Melbourne Kangaroos
  - Richmond Tigers
  - St. Kilda Saints
  - Western Bulldogs
- ACL (Cricket):(Victoria cricket team)
  - Victoria Bushrangers
- ARC (Rugby):
  - Melbourne Rebels
- ALL (Lacrosse):
  - Victoria
- AHL (Hockey su prato):
  - Victoria Vikings
- A-League (Calcio):
  - Melbourne Heart
  - Melbourne Victory
- ABL (Baseball):
  - Victoria Aces
- NBL (Pallacanestro):
  - Melbourne Tigers
  - South Melbourne Dragons

## Feste ed eventi sportivi importanti di Melbourne
- marzo: Festa di Moomba; Comedy Festival di Melbourne
- aprile: Stawell Gift
- settembre: AFL Grand Final
- ottobre: Festival Degli Scrittori Di Melbourne
- novembre: Lygon Street Festa Di Melbourne (Festa di ‘'Little Italy'’)
- dicembre: Boxing Day Cricket Test

## Varie
Ogni stato federato australiano ha un "motto", che nel Victoria è The place to be (tradotto: "Il posto dove essere"); questa frase viene tra l'altro riportata sulle targhe delle automobili.